# Isahaya-Park
Der Isahaya-Park (jap. 諫早公園, Isahaya-kōen) ist ein Park im Ortsteil Takashiro-machi von Isahaya in der japanischen Präfektur Nagasaki.
Begrenzt wird er durch den Fluss Honmyō im Norden, den Takashiro-Schrein (高城神社, Takashiro-jinja) im Osten und der Bahnstrecke der Shimabara Tetsudō im Süden, auf deren gegenüberliegender Seite der Tempel Tenryū (天祐寺, Tenryū-ji) im Südosten und der weitaus größere Jōyama-Park (上山公園, Jōyama-kōen) im Südwesten liegen.
Er wurde während der Taishō-Periode auf den Ruinen der Burg Isahaya (auch Takashiro genannt) angelegt.
Der Park ist bekannt für seine Azaleenblüten und Austragungsort des jährlich um den 10. April stattfindenden „Azaleenfests“ (諫早公園つつじ祭, Isahaya-kōen Tsutsuji Matsuri) sowie für die Megane-Brücke (眼鏡橋, Meganebashi, dt. „Brillenbrücke“).

## Megane-Brücke

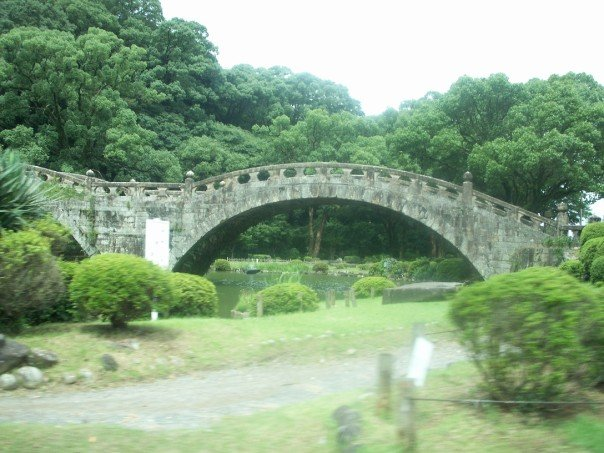
Die Megane-Brücke im Isahaya-Park

Die massive steinerne Doppelbogenbrücke wurde 1839 errichtet, um die vorherigen Brücken zu ersetzen, die bei den jährlichen Fluten des Honmyō beschädigt oder weggeschwemmt wurden. Sie wurde innerhalb von 18 Monaten nach dem Vorbild der Meganebashi in Nagasaki fertiggestellt und ist 49,25 m lang, 5,5 m breit und besteht aus 2800 Steinen.
Am 25. Juli 1957 kam es zu einer Rekordflut, die die gesamte Stadt erfasste. Während die Brücke die Flut mit nur geringen Schäden überstand, wurde sie jedoch als Ursache dafür angesehen, dass durch das an ihr hängengebliebene Treibgut der Fluss noch mehr aufgestaut und die Flut verstärkt worden war. Daher wollte das Bauministerium die Brücke sprengen lassen. Die Stadtverwaltung verhinderte dies, in dem sie die Brücke als Nationales Kulturgut anmeldete. Dem Antrag wurde im November 1958 stattgegeben und die Megane-Brücke wurde somit die erste Steinbrücke Japans mit diesem Status. Daraufhin wurde die Brücke zu ihrem heutigen Standpunkt in den Park umgesetzt und überspannt dort heute einen Teich.